# Pithecheirops otion
Pithecheirops otion — вид гризунів з родини мишевих, ендемік о. Борнео.

## Морфологічна характеристика
Довжина голови і тіла від 113 мм, довжина хвоста 117 мм, довжина ступні 25 мм, довжина вух 15 мм, вага до 36 грамів. Волосяний покрив довгий, м'який, щільний і злегка хвилястий. Колір спинних частин червонувато-бурий, трохи світліший на боках і на хребті, а нижня частина білувата. Горло і живіт укриті рудим волоссям. Внутрішня частина передніх кінцівок білувата, а внутрішня частина задніх подібна до спинних частин. Вуса темно-коричневі, міцні та шорсткі. Вуха біля основи густо вкриті волоссям, а до кінчика рідше. Лапи широкі, з великими підошовними подушечками, передні вкриті рудим волоссям, а задні вкриті темнішим волоссям. Пальці оснащені кігтями, крім великого пальця, де є великий і блискучий ніготь. Хвіст міцний, однорідно коричневий, усипаний невеликою кількістю волосків, покритий лусочками і частково чіпкий.

## Середовище проживання
Цей вид відомий лише з одного екземпляра, відловленого в штаті Сабах (Малайзія) на півночі Борнео. Ймовірно, він мешкає в первинних лісах Dipterocarpus на рівні моря.

## Спосіб життя
Це деревний вид.